# 3582 Cyrano
3582 Cyrano là một tiểu hành tinh [[vành đai chính. Nó được phát hiện bởi Paul Wild in 1986. Nó được đặt theo tên Cyrano de Bergerac, the seventeenth century French dramatist và duellist who was immortalized ở Edmond Rostand's 1897 play.